# هلن چدویک
هلن چدویک (انگلیسی: Helene Chadwick; ۲۵ نوامبر ۱۸۹۷ – ۴ سپتامبر ۱۹۴۰) یک هنرپیشه اهل ایالات متحده آمریکا بود.